# Redistribution hydraulique

Circulation ascendante de la sève brute dans la journée et redistribution hydrique la nuit.

La redistribution hydraulique, appelée aussi redistribution hydrique ou ascenseur hydraulique, est une redistribution nocturne d'eau dans le profil de sol, par les racines des plantes vasculaires. Phénomène mis en évidence in situ, dans un contexte semi-désertique, en 1989 par deux chercheurs anglais Caldwell et Richards, il a fait depuis l'objet de nombreuses publications scientifiques, qui l'étudient dans tous les écosystèmes du monde entier (aussi bien chez les plantes herbacées que chez les plantes ligneuses,); mais son importance fonctionnelle reste contestée, de même que son influence sur la dynamique des populations voisines de la plante, et qui bénéficieraient de cette redistribution. Il serait ainsi « nécessaire de mieux comprendre le rôle de la redistribution hydraulique dans la structuration des communautés de plantes et des écosystèmes, à travers des études portant sur l'accès aux nutriments et les interactions entre les espèces ».

## Historique
L'existence de ce phénomène est postulée dès 1929; et il est mis en évidence expérimentalement en 1930 par l'agronome J.F. Breazeale qui appelle les systèmes racinaires des « égalisateurs » de
l'humidité du sol. Caldwell et Richards observent in situ une  redistribution verticale de l'eau et appellent le processus ascenseur hydraulique; mais après avoir mis en évidence une circulation de l'eau verticale et horizontale, les chercheurs privilégient le terme de redistribution hydrique ou hydraulique. Les biologistes Liste et White parlent de bio-irrigation

## Processus de redistribution
Dans la journée, la circulation ascendante la sève brute, entre 1 et 6 m/h selon les espèces, est assurée par deux forces : principalement la  transpiration à l'origine d'une pression négative (correspondant à une tension), et dans une moindre mesure la poussée racinaire à l'origine d'une pression positive. Cette circulation unidirectionnelle se produit également la nuit, mais à une vitesse plus lente, en raison principalement de la poussée radiculaire. Processus physique nocturne, la redistribution hydrique permet aux plantes de faire remonter de l'eau des horizons profonds humides vers les horizons de surface plus secs, grâce à leurs racines qui pompent l’eau, assurant la propulsion de la sève brute qui ré-alimente l’ensemble de l’arbre, y compris les racines situées dans les zones sèches. Ces dernières exsudent alors de l'eau qui vient ré-humecter le sol sec de la rhizosphère. La redistribution hydrique se passe en été surtout, et est surtout mise en évidence chez les arbres dont les racines pivotantes peuvent s'étendre verticalement sur plusieurs dizaines de mètres de profondeur et atteindre les niveaux de la nappe phréatique. Cette redistribution s'applique peut-être aussi pour les plantes associées (expérimentations sur le riz, sur le maïs).
Phénomène complémentaire, les racines facilitent l'infiltration des eaux météoriques dans le sol, jusqu'aux nappes phréatiques.
Les chercheurs ont pu observer la bidirectionnalité de ce processus. Ainsi, en présence de brumes, les Séquoias sempervirents sont capables d'inverser le flux hydrique de sève brute et « de réalimenter leurs racines en eau, en une sorte de "retour d'ascenseur" ». De même, il existe une redistribution depuis des horizons de surface humides (par exemple après une pluie) vers des horizons de profondeur secs (cas typique en fin d’été). Ce phénomène est appelé « siphon hydraulique ».